# Victoria Falls Bridge

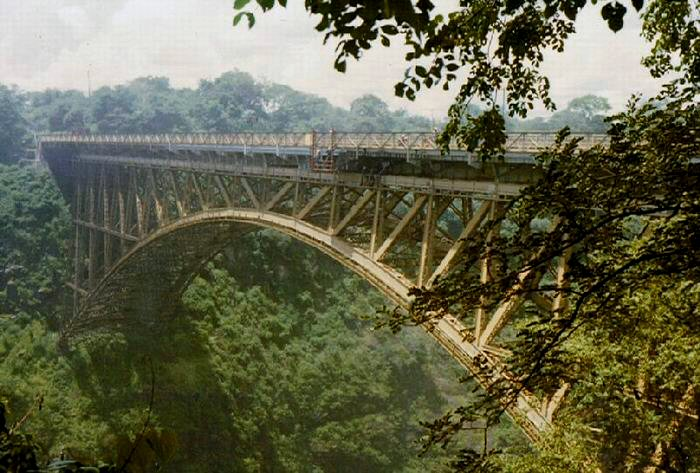
Victoria Falls Bridge

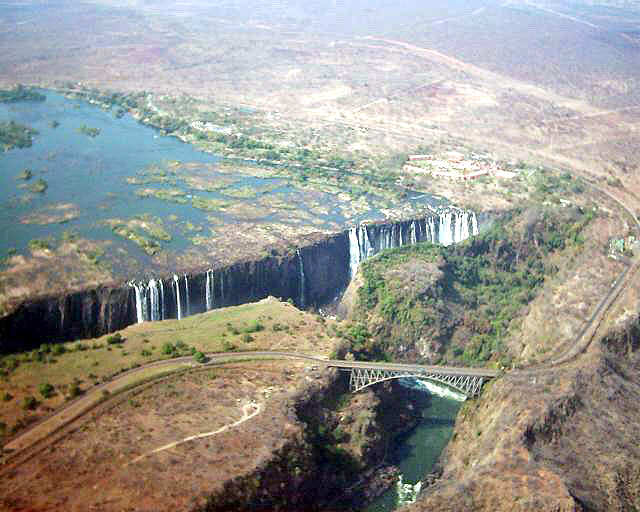
Blick von oben

Die Victoria Falls Bridge überspannt den Sambesi direkt unterhalb der Victoriafälle. Sie wurde über der zweiten Schlucht der Fälle errichtet. Da der Fluss hier die Grenze zwischen Simbabwe und Sambia bildet, verbindet die Brücke beide Länder und hat Grenzposten an beiden Enden, bei den Städten Victoria Falls in Simbabwe und Livingstone in Sambia. Ihre größte Spannweite beträgt 156,5 Meter, ihre Gesamtlänge 198 Meter und ihre Höhe 128 Meter.

## Geschichte
Die Brücke ist das geistige Kind von Cecil Rhodes und seinem unerfüllt gebliebenen großen, als Kap-Kairo-Plan bekannten Kolonialprojekt, zu dem auch eine Eisenbahnverbindung vom südafrikanischen Kap der Guten Hoffnung bis ins ägyptische Kairo gehörte – auch wenn er die Victoriafälle niemals besucht hat und vor dem Bau der Brücke starb. Von Rhodes wird berichtet, er habe die Ingenieure angewiesen, „die Brücke über den Sambesi da zu bauen, wo die Züge bei ihrer Passage den Sprühregen der Fälle mitbekommen“. Die Brücke wurde im Ingenieurbüro Sir Douglas & Francis Fox in London von George Anthony Hobson und Ralph Freeman entworfen, dem Ingenieur, der später an der Konstruktion der Sydney Harbour Bridge in Australien beteiligt war.
Die Brücke wurde in England von Cleveland Bridge & Engineering Co. hergestellt, anschließend per Schiff zum Hafen Beira in Mosambik gebracht und auf der ebenfalls von Sir Douglas & Francis Fox geplanten, neu gebauten Eisenbahnlinie bis zu den Fällen transportiert. Ihr Bau dauerte nur 14 Monate und war 1905 abgeschlossen.
Offiziell eröffnet wurde sie am 12. September 1905 von Professor George Howard Darwin, dem Sohn von Charles Darwin. Die American Society of Civil Engineers listet die Brücke als International Historic Civil Engineering Landmark auf.

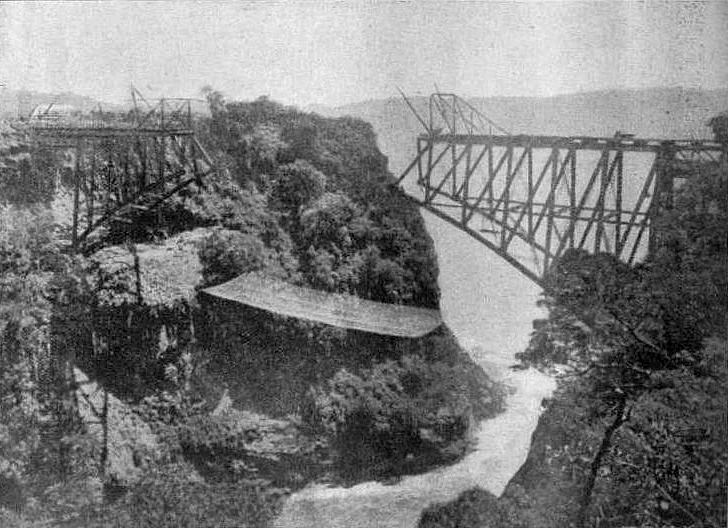
Die Brücke im Bau 1905

Aus Stahl errichtet, ist die Brücke 198 Meter lang, mit einer Bogenspannweite von 156,50 Metern und einer Höhe von 128 Metern über der Niedrigwassermarke des Flusses. Ursprünglich als zweigleisige Eisenbahnbrücke gebaut, führt sie seit einer Verstärkung 1929 sowohl eine Straße als auch ein Eisenbahngleis und einen Fußweg. Die Brücke ist die einzige Eisenbahnverbindung zwischen Sambia und Simbabwe und eine von nur drei Straßenverbindungen zwischen den beiden Nachbarländern. Die anderen beiden Straßenverbindungen sind die Chirundu Bridge und die Kariba-Talsperre.
Mehr als 50 Jahre lang wurde die Victoria Falls Bridge regelmäßig von Reisezügen als Teil der Hauptverbindung zwischen dem damaligen Nordrhodesien (Sambia), Südafrika und schließlich Europa überquert. Güterzüge brachten hauptsächlich Kupfererz und Nutzholz aus Sambia nach Süden.
Das Alter der Brücke und Instandhaltungsprobleme führten schließlich zu Verkehrsrestriktionen. Züge und Lastwagen von mehr als 30 Tonnen Gewicht dürfen sie seit 2006 nicht mehr benutzen.
Während des Rhodesienkriegs war die Brücke überwiegend gesperrt und 1975 Ort ergebnisloser Friedensgespräche, während derer die Konfliktparteien sich mehr als neun Stunden in einem Eisenbahnwagon auf der Brücke trafen. 1980 wurde der Fracht- und Personenverkehr wieder aufgenommen, der seither ohne Unterbrechung – außer für Instandhaltungsarbeiten – abläuft.
Ursprünglich wurde die Brücke die „Große Sambesi-Brücke“ oder „Sambesi-Brücke“ genannt, erst später erhielt sie den Namen Victoria Falls Bridge.

## Galerie

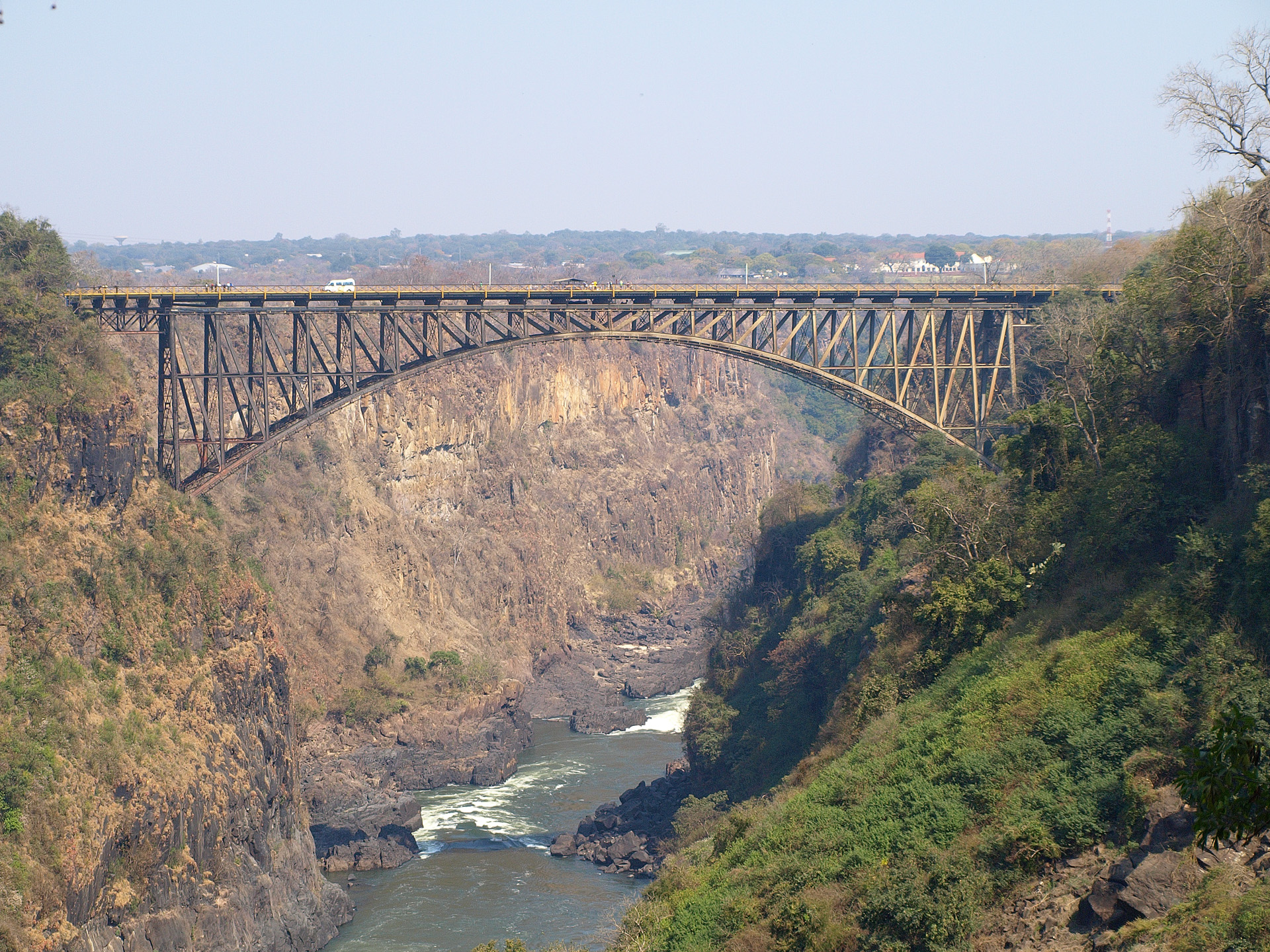
Von der sambischen Seite aus gesehen
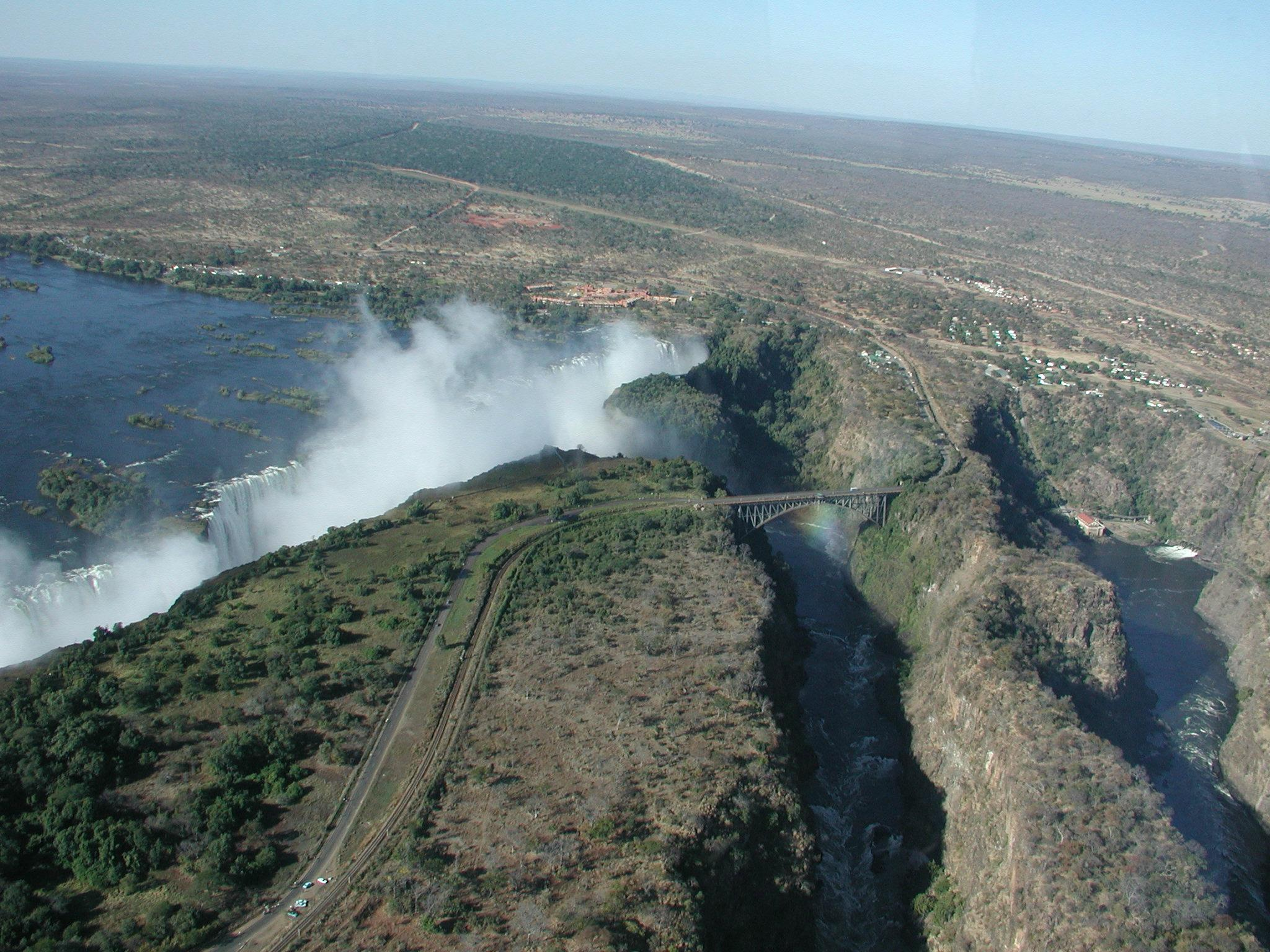
Helikopterblick
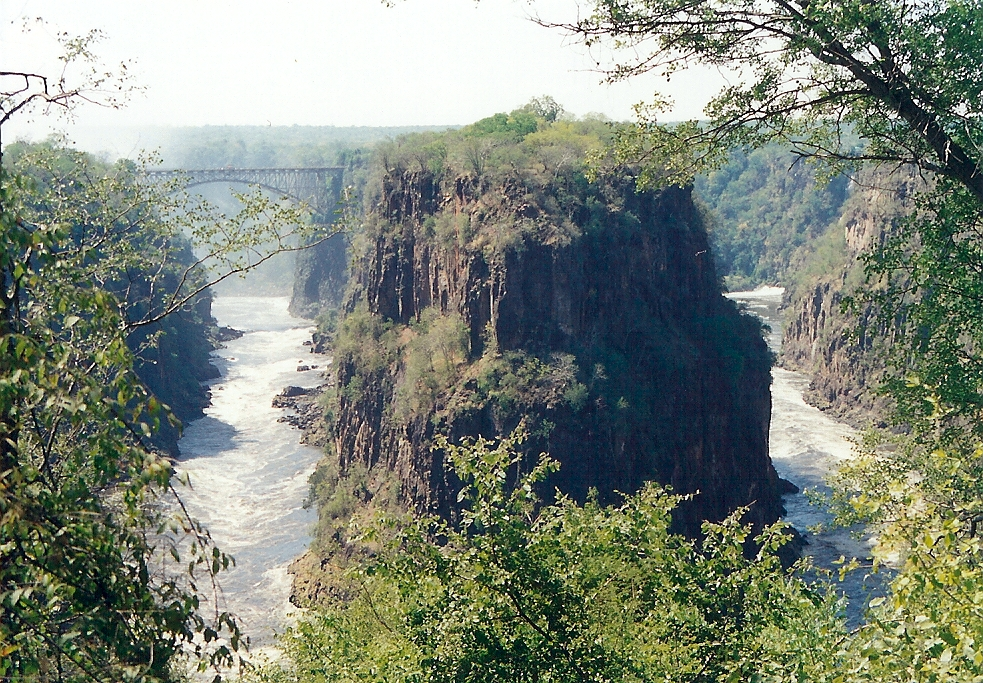
Sambesi-Schluchten unterhalb der Victoria-Fälle mit Victoria Falls Bridge im Hintergrund